# Avio Linee Italiane
Avio Linee Italiane (ALI) — бывшая итальянская авиакомпания, существовавшая в 1926—1952 годах и осуществлявшая внутренние авиапочтовые перевозки. Принадлежала Fiat Group, позже вошла в состав Linee Aeree Italiane (LAI). Единственная итальянская компания, не национализированная во время Второй мировой войны.

## История

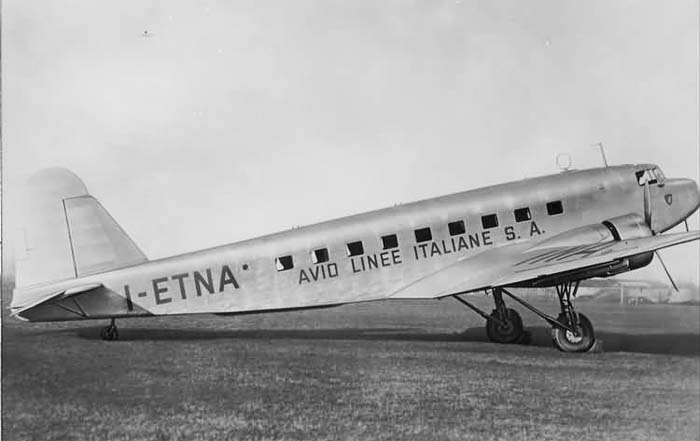
Avio Linee Italiane Fiat G.18

Компания была основана в 1926 году. С мая 1928 года она занималась пассажирскими перевозками между Римом и Мюнхеном, а с 1931 к числу обслуживаемых ей аэропортов прибавился Берлин. По состоянию на 1931 год ALI располагала флотом из семи самолётов Fokker F.VII. В течение 1930-х годов в сферу её деятельности вошли другие итальянские города, и в 1938 году начала выполнять рейсы по ещё одному международному маршруту (Венеция — Милан — Турин — Париж — Лондон). В 1939 году количество самолётов компании возросло до 16, включая один DC-2 (I-EROS), 9 Fiat G.18/G.18V, и 6 машин Savoia-Marchetti (предположительно S.73).
С вступлением Италии во Вторую мировую войну в 1940 году, ALI вошла в состав Командования специальной воздушной службы королевских ВВС. За время войны были утеряны по крайней мере 1 S.73 и 4 G.18.
В 1947 году компания была восстановлена. В то время она использовала Fiat G.12,  а также дополнительно заказала 6 G.212 и приобрела не менее 1 C-47. В 1949 году произошло слияние ALI с двумя небольшими компаниями, основанными после войны: Airone (также владевшая Fiat G.12) и Trans-Adriatica; новая компания, располагавшая 7 G.12/G.212 и 12 C-47 получила название Avio Linee Italiane-Flotte Reunite (ALI-FR). Теперь она обслуживала Барселону, Париж, Брюссель, Амстердам, Франкфурт, Прагу, Вену, Афины.
В 1952 году ALI-FR была ликвидирована, её имущество досталось компании LAI, в 1957 году вошедшей в состав Alitalia.

## Аварии и катастрофы
(По материалам сайта Aviation Safety Network):
- 16 марта 1940 года S.73 (I-SUTO), выполнявший рейс Триполи — Катания — Рим, врезался в склон вулкана Стромболи, погибли все находившиеся на борту: 5 членов экипажа и 14 пассажиров (в том числе лётчик-ас Андреа Зотти[итал.] и писательница Мура[итал.].
- 16 ноября 1942 года Fiat G.18 (I-ETNA) из-за проблем с топливом упал близ Милана и не подлежал восстановлению, жертв нет.
- 29 января 1943 года Fiat G.18 (I-EURE) на маршруте Белград — Венеция, заходя на посадку, попытался опуститься ниже тумана и, задев крылом воду, разбился в 500 метров от аэродрома. Погибло 5 человек
- 1 июля 1948 года G.212PW (I-ELSA) разбился во время вынужденной посадки на аэродром Кеерберген (Бельгия), погибли 4 члена экипажа и 4 пассажира.
- 6 декабря 1948 года C-47 (I-ETNA (номер использован повторно на другом самолёте)) разбился во время взлёта в аэропорту Милан-Линате, погибло 6 членов экипажа и 1 пассажир.
- 4 мая 1949 года выполнявший чартерный рейс G.212CP (I-ELCE), на подлёте к аэропорту Турина в условиях плохой видимости задел ограду церкви и разбился, погибли все находившиеся на борту, в том числе возвращавшаяся из Португалии местная футбольная команда, всего 31 человек.